# James Baillie Fraser
Pour les articles homonymes, voir Fraser.
James Baillie Fraser, né le 11 juin 1783 dans la propriété familiale de Reelick à Moniack Burn (en) où il est mort le 23 janvier 1856, est un explorateur, dessinateur et écrivain écossais.
Certaines de ses aquarelles réalisées dans le style pittoresque représentent les premières vues de l'Inde et de la Perse.

## Biographie

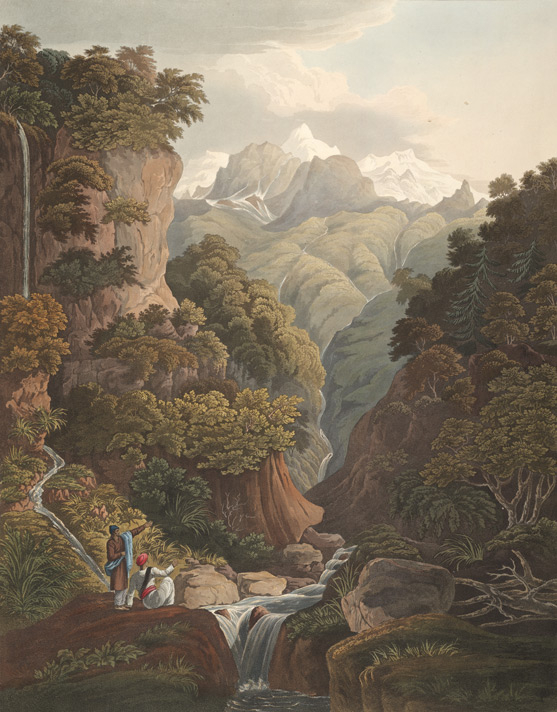
Jumnotree, the source of the River Jumna, aquarelle de J. B. Fraser (1820)

James Fraser est né à Reelick (auj. Moniack Burn) dans le comté d'Inverness. Il est l'aîné des cinq fils d'Edward Satchel Fraser (1751–1835) et de sa femme Jane et est le frère de William Fraser (British India civil servant) (en).
Il est élevé sur le domaine familial et étudie avec un tuteur à Édimbourg. Il vit de 1799 à 1811 en Guyane pour surveiller les plantations sucrières que la famille possèdent à Berbice. Il revient en 1806 en raison de problèmes de santé. Tous ses frères ont voyagé en Orient. 

### EnInde
Le père de James Fraser a hypothéqué le domaine familial pour acheter une plantation de canne à sucre aux Antilles. Lorsque les prix du sucre s'effondrent en raison de la surproduction, il hypothèque la plantation et s'endette.  
Au début de 1813, James Fraser part pour l'Inde, dans l'espoir de créer une entreprise commerciale à Calcutta pour aider à rembourser les dettes de la famille. Son navire s'échoue sur un banc de sable au large de Madras et n'a finalement atteint Calcutta qu'en octobre. L'entreprise commerciale ne marche pas et fait faillite l'année suivante. En janvier 1815, il part rejoindre son frère William qui est en poste à Delhi. Fasciné par le pays vallonné, James Fraser commence à dessiner les paysages de la région himalayenne. Plus tard, il parcourt la région à la recherche de la source des fleuves Yamuna et Ganges. Il n'est pas satisfait par ses dessins des figures humaines et décide d'apprendre la manière de faire des Gurkhas (en particulier un nommé Lalljee) employés par son frère. En 1820, plusieurs de ces aquatintes sont imprimées sous le titre de Views in the Himala Mountains. 
En 1816, il retourne à Calcutta et rejoint un partenaire dans le secteur maritime. Il s'intéresse également davantage à l'art et travaille avec les artistes professionnels William Havell (en) (1782–1857) et George Chinnery (1744–1852). En 1826, il publie Views of Calcutta and its Environs. Il voyage vers l'ouest jusqu'à Bombay.
Il accompagne ensuite l'officier de la Compagnie des Indes orientales Andrew Jukes en Perse, naviguant jusqu'à Bashahr puis à Téhéran, et atteint finalement Londres en 1823. Jukes meurt en chemin à Ispahan en 1821. Au cours de ce voyage, Fraser esquisse et tient un journal, publié sous le titre de Narrative of a Journey into Khorasan in the Years 1821 and 1822 (1825) et Travels and Adventures in the Persian Provinces of the Southern Banks of the Caspian Sea (1826). En 1823, il épouse Jane, fille d'Alexander Fraser Tytler, Lord Woodhouselee, une sœur de l'historien Patrick Fraser Tytler (en).

### En Perse
Les mouvements russes en Turquie provoquent des craintes en Grande-Bretagne vers 1833 et Lord Glenelg envoie James Fraser enquêter en Perse. En juin 1836, Fraser est nommé officier d'escorte ou mehmāndār des trois princes Qajar, Rezaqholi Mirza, Teymur Mirza et Najafqholi Mirza, qui sont venus à Londres pour demander l'aide et la protection du gouvernement britannique. Il les accompagne également à leur retour jusqu'à Constantinople. Il réussit à entrer et à dessiner des mosquées et des sanctuaires persans dans lesquels aucun Européen n'était entré auparavant. Au cours de cette période, il voyage beaucoup à cheval, mais sa santé est altérée. Sur la base de ces voyages, il a écrit plusieurs romans et romances historiques. 
Il meurt sans enfant dans sa propriété de Reelick le 23 janvier 1856.

## Publications
Récits de voyages
- 1820 : Journal of a Tour through Part of the Himala Mountains and to the Sources of the Jumna and the Ganges
- 1825 : A Narrative of a Journey into Khorasan in the Years 1821 and 1822, including some Account of the Countries to the North-East of Persia
- 1826 : Travels and Adventures in the Persian Provinces on the Southern Banks of the Caspian Sea
- 1834 : An Historical and Descriptive Account of Persia
- 1838 : A Winter's Journey (Tâtar,) from Constantinople to Teheran
- 1840 : Travels in Koordistan, Mesopotamia, , etc.
- 1842 : Mesopotamia and Assyria
- 1851 : Military Memoirs of Col. James Skinner

Romans
- 1828 : The Kuzzilbash, a Tale of Khorasan
- 1830 : The Persian Adventurer
- 1842 : Allee Neemroo
- 1844 : The Dark Falcon.